# Новая Слободка (Суворовский район)
Новая Слободка — деревня в Суворовском районе Тульской области в составе Северо-Западного сельского поселения.

## География
Находится в западной части Тульской области на расстоянии приблизительно 23 км по прямой на юго-запад от города Суворов, административного центра района на левом берегу Оки.

## История
В 1859 году здесь (тогда деревня Лихвинского уезда Калужской губернии) было учтены 52 двора, в конце 1930-х годов отмечено 64 двора.

## Население
Постоянное население составляло 376 человек (1859 год), 18 (русские 100 %) в 2002 году, 15 в 2010.